# نفخة الصعق
نفخة الصعق وهي النفخة الثانية من نفخات الصور الثلاث لملك إسرافيل الموكل بالنفخ في الصور، وفي نفخة الصعق الثانية هذه يموت جميع أهل السموات وأهل الأرض من الإنس والجن والملائكة. وقيل الذين استثنى الله هم حملة العرش وقيل جبريل وميكائيل وقيل غير ذلك. قال تعالى: ﴿وَنُفِخَ فِي الصُّورِ فَصَعِقَ مَن فِي السَّمَاوَاتِ وَمَن فِي الْأَرْضِ إِلَّا مَن شَاء اللَّهُ ثُمَّ نُفِخَ فِيهِ أُخْرَى فَإِذَا هُم قِيَامٌ يَنظُرُونَ﴾. وفي حديث أبي هريرة أن النبي ﷺ قال: «ثم يأمر الله إسرافيل فينفخ نفخة الصعق فيصعق أهل السموات وأهل الأرض إلا من شاء الله فإذا هم خمدوا: وجاء ملك الموت إلى الجبار فيقول: يا رب مات أهل السموات وأهل الأرض إلا من شئت فيقول الله وهو أعلم بمن بقي: فمن بقي؟ فيقول: يا رب بقيت أنت الحي الذي لا تموت وبقيت حملة عرشك وبقي جبريل وميكائيل وبقيت. فيقول الله عز وجل: ليمت جبريل وميكائيل! فينطق الله العرش فيقول: يموت جبريل وميكائيل! فيقول: أسكت فإني كتبت الموت على كل من تحت عرشي فيموتان ثم يأتي ملك الموت إلى الجبار عز وجل فيقول: يا رب قد مات جبريل وميكائيل فيقول: وهو أعلم بمن بقي: فمن بقي؟ فيقول: يا رب بقيت أنت الحي الذي لا تموت وبقي حملة عرشك وبقيت أنا: فيقول الله تعالى: فليمت حملة عرشي فيموتون: ويأمر الله العرش فيقبض الصور من إسرافيل ثم يأتي ملك الموت إلى الجبار عز وجل فيقول قد مات حملة عرشك فيقول وهو أعلم بمن بقي: فمن بقي؟ فيقول: يا رب بقيت أنت الحي الذي لا تموت وبقيت أنا فيقول الله له: أنت خلق من خلقي خلقتك لما رأيت فمت فيموت فإذا لم يبق إلا الله الواحد القهار الأحد الفرد الصمد الذي لم يلد ولم يولد كان آخراً كما كان أولاً طوى السموات والأرض كطي السجل ثم دحاها ثم تلقفها ثلاث مرات وقال: أنا الجبار ثلاثاً ثم يهتف بصوته: لمن الملك اليوم ثلاث مرات فلا يجيبه أحد ثم يقول لنفسه لله الواحد القهار ويبدل الله الأرض غير الأرض والسموات فيبسطها ويسطحها ويمدها مد الأديم العكاظي لا تَرَى فِيهَا عِوَجًا وَلا أَمْتًا».
وعن الحسن قال سمعت أبا موسى الأشعري يقول: قال رسول الله ﷺ: «يعرض الناس يوم القيامة ثلاث عرضات فعرضتان جدال ومعاذير وعرضة تطاير الصحف فمن أوتي كتابه بيمينه وحوسب حساباً يسيراً دخل الجنة ومن أوتي كتابه بشماله دخل النار».